# کلویی آنت
کلویی آنت (انگلیسی: Chloë Annett؛ زادهٔ ۲۵ ژوئیهٔ ۱۹۷۱) هنرپیشه، و بازیگر سینما اهل بریتانیا است. وی از سال ۱۹۹۰ میلادی تاکنون مشغول فعالیت بوده‌است. شهر هالبی از جمله مجموعه‌های تلویزیونی است که آنت در آن به ایفای نقش پرداخته است.